# Трубчатые цветки

Тру́бчатые цветки́ — один из пяти типов цветков растений семейства Сложноцветные (лат. Compositae). В отличие от остальных типов цветков, являющихся зигоморфными, трубчатые цветки актиноморфные, так как являются исходным типом для остальных типов цветков. Цветки имеют длинную трубку, сверху образующую расширение, или же имеют короткий пятизубчатый отгиб, сформированный свободными верхушками лепестков. Гермафродитные (обоеполые), реже однополые.